# Schokoladenmeer
Schokoladenmeer és una obra d'art feta per Dieter Roth el 1970 i que actualment forma part de la col·lecció permanent del MACBA. Es tracta d'una escultura tridimensional feta amb xocolata i paper mecanografiat. Schokoladenmeer forma part d'una llarga sèrie d'obres en què Dieter Roth utilitzava materials comestibles i elements orgànics com el sucre, el pa, espècies, salsitxes, formatge, llet agra, floridura, excrements o xocolata. En aquesta obra, Roth va triturar el manuscrit d'una novel·la que no es va arribar a publicar i amb les tires de paper i els trossos de xocolata en va fer una composició.

## Descripció

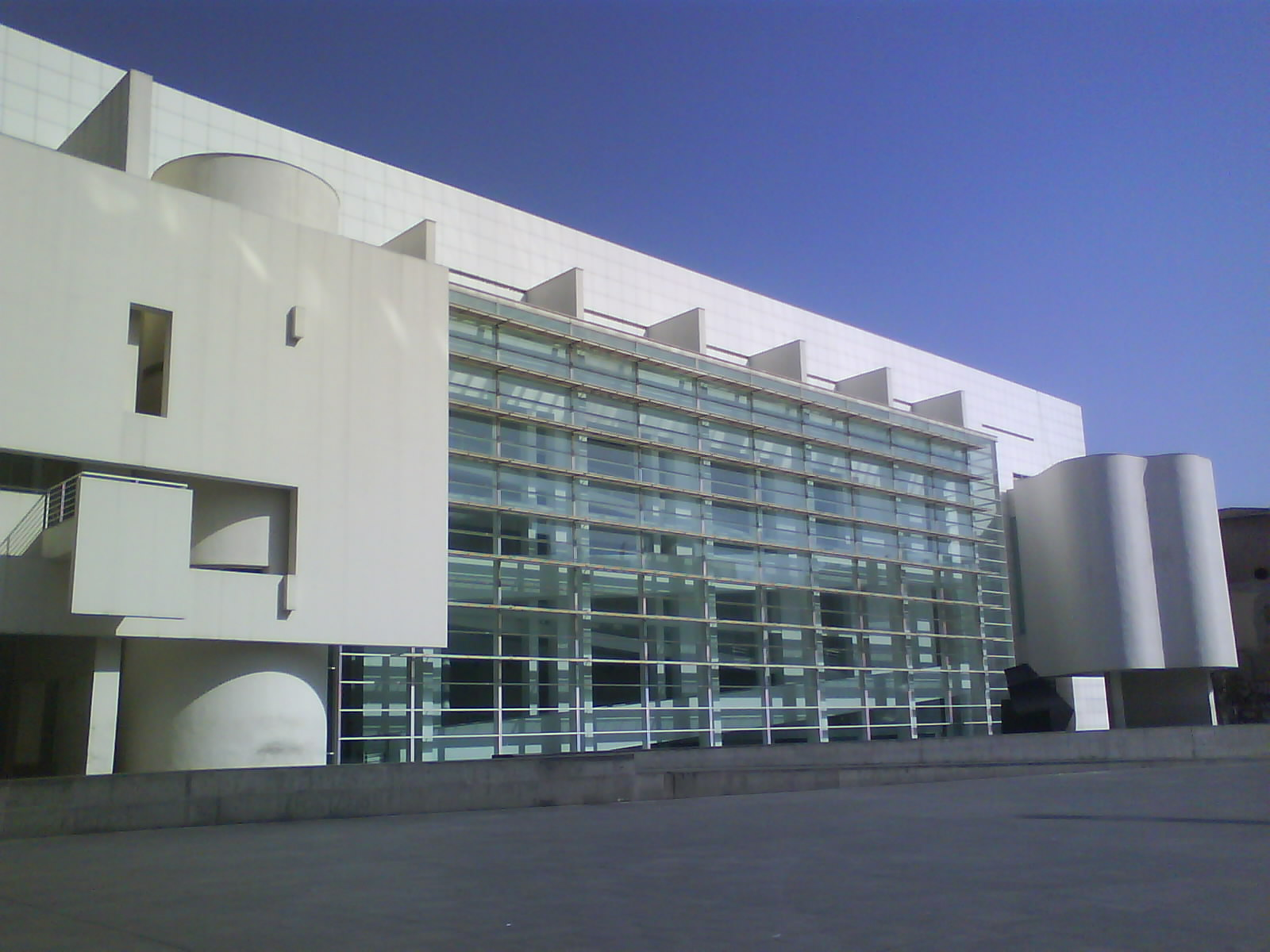
El Museu d'Art Contemporani de Barcelona, on es conserva l'obra

Es tracta d'una escultura de base plana en què s'acumulen en columnes múltiples porcions de xocolata i es combinen amb les tires de paper mecanografiat. Amb Schokoladenmeer, Roth porta la seva tesi sobre la inexistència de l'obra eterna i la immutabilitat de l'art fins a les últimes conseqüències. Les preses de xocolata Lindt de l'obra recorden que la creació només té sentit vinculada a la vida i que si bé la mutabilitat i la transitorietat són inherents en qualsevol obra, l'ús de materials orgànics encara ho posa més de manifest.